# Apartado de Oro y Plata
El Apartado de Oro y Plata fue un establecimiento industrial dedicado entre 1655 y 1848 a la separación del oro y la plata, primeramente mediante contrato o concesión privada, posteriormente bajo la administración directa de la Corona Española y finalmente del gobierno mexicano.

## Historia
Las minas mexicanas fueron primordialmente de plata, pero a veces aparecían en la mena algunas cantidades de oro. Sin embargo, la separación o apartado de ambos metales era una operación compleja, que no podía realizarse por los procedimientos usuales de afinación mediante fundición o beneficio de patio. Por esa razón pronto aparecieron algunos establecimientos particulares que brindaban ese servicio en las minas de San Luis Potosí, donde el oro era particularmente abundante, y posteriormente en la Ciudad de México. En 1655 el virrey Francisco Fernández de la Cueva y Enríquez de Cabrera duque de Alburquerque, decidió crear y vender, por concurso público, el oficio de Apartador General de la Nueva España, Nueva Vizcaya y Nueva Galicia. El vencedor fue el comerciante José de Retes Largache, quien pagó 60000 pesos. Retes mantuvo talleres en San Luis Potosí y en Ciudad de México, en la calle que por esa razón pasó a ser llamada "del Apartado" (actualmente, número 13). Su beneficio consistía en el cobro de 6 reales por cada marco separado de la plata.
Al fallecimiento de Retes, el oficio después de varias alternativas pasó a manos del presbítero Francisco Antonio Bernardino de Saldívar, quien en 1718 lo vendió al rico mercader Francisco Fagoaga Iragorri. Fagoaga suprimió el taller existente en San Luis Potosí, a cambio de una rebaja de medio real por marco en los derechos cobrados a los mineros. Los descendientes de Francisco de Fagoaga recibieron el título de marqueses del Apartado (1772) y construyeron la residencia particular denominada Palacio del Marqués del Apartado.
El procedimiento para separar el oro de la plata consistía en  moler y fundir la barra de mineral mixto y convertirla después en una granalla menuda. La granalla se colocaba en un recipiente o retorta de vidrio, cubierta de aguafuerte, que se ponía a hervir a fuego moderado. Cuando todo el mineral se había disuelto, se vertía el líquido resultante en una vasija de barro vidriado. En el fondo se iba depositando el oro en forma de polvo fino, que se enjuagaba con agua caliente, se secaba y recocía en un crisol. Posteriormente se fundía agregándole borax y solimán (cloruro de mercurio) para hacerlo más dúctil. Una vez apartado el oro de la plata, ambos metales se devolvían al dueño, quien los llevaba a la Casa de Moneda para su amonedación.
Los beneficios que proporcionaba el Apartado y el interés de la Corona en unir y controlar los distintos aspectos productivos de la acuñación de moneda llevaron a que por real cédula del 21 de julio de 1778 el Apartado se incorporara a la Real Hacienda, pagando en compensación 100.000 pesos a los descendientes de Fagoaga. El nuevo director, con el título de apartador general, pasó a depender del superintendente de la Casa de Moneda, pero en lo demás los procesos productivos del Apartado se mantuvieron separados. Ocuparon este cargo el doctor José Ignacio de Bartolache (1779 - 1790), Pascual Ignacio de Apezechea (1790 - 1812), Joaquín María Casarín (1812- 1829) y José María Apezechea ya en periodo republicano.
La guerra de independencia de México provocó graves problemas, debido a que muchas minas fueron abandonadas,y en otros casos los caminos eran demasiado peligrosos para transportar minerales preciosos hacia la capital virreinal.  
Después de la independencia el establecimiento pasó a llamarse Apartado Nacional de Oro y Plata. En 1822 el Congreso aprobó el libre ejercicio de la industria del Apartado.  Como consecuencia se estableció una compañía con capitales ingleses, que introdujo el método de separación mediante ácido sulfúrico. Se crearon compañías similares, por acuerdos con los gobiernos locales, en Guanajuato, Durango y Chihuahua. 
Debido a la competencia de las empresas privadas, el establecimiento gubernamental decayó. En 1842, el gobierno restableció el monopolio gubernamental. 
En 1848 la Casa de Moneda se trasladó a la Casa del Apartado, uniendo por tanto en un solo establecimiento todos los procesos productivos, denominado Casa de Moneda y Apartado de México. El edificio es actualmente la sede del Museo Numismático Nacional.